# Малютинский сельский совет (Пирятинский район)
Малютинский сельский совет (укр. Малютинська сільська рада) — входит в состав
Пирятинского района
Полтавской области
Украины.
Административный центр сельского совета находится в 
с. Малютинцы.

## Населённые пункты совета
- с. Малютинцы